# Conseil des Cinquante
Le Conseil des Cinquante, ou Ahl al-khamsîn, est un Conseil consultatif représentant les tribus ralliées à Ibn Toumert. Il regroupe les membres du Conseil des Dix, et une quarantaine de représentants des tribus ralliées. Le Conseil des Cinquante se trouve être au 2e niveau de la pyramide sociale almohade, structure hiérarchisée mise en place par Ibn Toumert. Au sein de ce Conseil, il y avait également un Conseil des Sept regroupant les Almohades les plus importants des tribus de Hargha, de Ahl Tinmel et de Hintata pour des affaires ponctuelles. En effet, ce sous-groupe aurait eu une grande influence au sein du Conseil des Cinquante.
Le Conseil des Cinquante comprenaient les représentants des « tribus almohades » fondatrices du mouvement : Hargha, Ahl Tinmel, Hintata, Gadmiwa, Ganfisa, Ahl Qabail, Sanhadja et Haskoura.  
Après la mort d'Ibn Toumert, les membres du Conseil des Dix et Cinquante ne sont plus mentionnés qu'à l'occasion du serment d'allégeance (bay'a) à Abd al-Mumin. Le conseil des cheikh almohade, dont les membres les plus nombreux et influents étaient les descendants du Conseil des Dix et Cinquante, provenant surtout des Hintata et Ahl Tinmel, semble supplanter les deux instance de direction mise en place par Ibn Toumert.

## Composition
La composition du Conseil des Cinquante évolue en fonction des sources. Cependant, elle montre clairement la prépondérance des Ahl Tinmel et Hargha, tribu du mahdi almohade Ibn Toumert.
| Représentation des tribus au sein du Conseil des Cinquante |                            |                            |                   |
| Tribus                                                     | Avant la purge (al-Baydaq) | Après la purge (al-Baydaq) | Ibn Sahib al-Sala |
| Ahl Tinmel                                                 | 19                         | 21                         | 14                |
| Hargha                                                     | 8                          | 8                          | 6                 |
| Henfisa                                                    | 4                          | 5                          | 4                 |
| Gadmiwa                                                    | 4                          | 4                          | 2                 |
| Haskoura                                                   | 4                          | 4                          | 3                 |
| Hintata                                                    | 2                          | 8                          | 3                 |
| Sanhadja                                                   | 3                          | 3                          | 3                 |
| Ahl Qabail                                                 | 1                          | 1                          | 1                 |
| Total                                                      | 45                         | 54                         | 36                |